# Trombone scocciatore
Trombone scocciatore (Trombone Trouble) è un film del 1944 diretto da Jack King. È un cortometraggio animato della serie Donald Duck, prodotto dalla Walt Disney Productions e uscito negli Stati Uniti il 18 febbraio 1944, distribuito dalla RKO Radio Pictures. Dagli anni novanta è stato distribuito col titolo Guai col trombone, in seguito trascritto erroneamente come Guai al trombone.

## Trama
Pietro Gambadilegno suona il suo trombone, ma è stonatissimo e la cosa disturba gli dei romani Giove e Vulcano, oltre a Paperino, che, quando si reca a casa sua per protestare, viene allontanato da Pietro con una strombazzata. Allora gli dei danno potenza a Paperino, il quale affronta e sconfigge il vicino fastidioso. Poi però prende il trombone e inizia a suonarlo lui, con la disperazione delle due divinità.

## Distribuzione

### Edizione italiana
Il cortometraggio fu distribuito in Italia il 6 agosto 1974 all'interno del programma Come divertirsi con Paperino & Co.; il doppiaggio fu eseguito dalla C.D. e curato dal dialoghista Roberto De Leonardis. Nel 1996, per la trasmissione televisiva, il corto fu poi ridoppiato dalla Royfilm con la collaborazione della Angriservices Edizioni. Tuttavia in DVD è stato incluso il primo doppiaggio, il quale viene usato con preponderanza anche nelle trasmissioni televisive.

### Cinema
- Come divertirsi con Paperino & Co. (1974)[2]

### Edizioni home video

#### VHS
- Come divertirsi con Paperino & c. (febbraio 1986)[1]
- Come divertirsi con Paperino & c. (gennaio 1990)[3]

#### DVD
Il cortometraggio è incluso nel DVD Walt Disney Treasures: Semplicemente Paperino - Vol. 2 con il vecchio doppiaggio.